# Грабер, Ричард
Ри́чард Уи́льям Гра́бер (англ. Richard William Graber; род. 1956) — американский адвокат, политик-республиканец и дипломат, посол США в Чехии (2006—2009), а ранее председатель отделения Республиканской партии в штате Висконсин (1999—2007).

## Биография
В 1978 году окончил Университет Дьюка со степенью бакалавра гуманитарных наук.
В 1981 году получил степень доктора права в Бостонском университете.
В 1981—2006 годах занимался юридической практикой, работая в крупной фирме «Reinhart Boerner Van Deuren», в итоге став её CEO.
В 1990 году баллотировался в Ассамблею штата Висконсин, однако проиграл на праймериз.
В 1999—2007 годах — председатель отделения Республиканской партии в штате Висконсин (переизбирался в 2001, 2003 и 2005 годах).
В 2006—2009 годах — посол США в Чехии.
В 2009 году вернулся в «Reinhart Boerner Van Deuren».
В 2010 году занял должность вице-президента корпорации «Honeywell», отвечая за глобальные связи.
В 2016 году стал президентом и CEO благотворительной организации «Фонд Брэдли».
Является членом совета попечителей Медицинского колледжа Висконсина, а также бывшим вице-председателем и директором «Federal Home Loan Bank» в Чикаго.